# Thomas Beecham
Sir Thomas Beecham   (St Helens, 29 d'abril de 1879 - Londres, 8 de març de 1961) va ser un director d'orquestra britànic.

## Biografia
Thomas Beecham va néixer a St Helens a Lancashire, a la família benestant dels Beecham Laboratories, fundada pel seu avi, Thomas Beecham (1820-1907). Va estudiar a Oxford, va aprendre música com a aficionat i, gràcies a la seva fortuna, va organitzar i dirigir concerts simfònics o òperes amb membres de l'Orquestra Hallé i l'Orquestra Filharmònica de Liverpool. Va estudiar composició amb Charles Wood a Londres i Moritz Moszkowski a París. Quan es tracta de direcció, Beecham és purament autodidacte.
En el període 1902-1904, va començar la seva carrera professional amb un contracte amb la K. Trueman Traveling Opera, una companyia d'òpera. Després va fundar la New Symphony Orchestra de Londres. I el 1909 l'Orquestra Simfònica Beecham.
L'any 1910, gràcies al suport del seu pare, va aconseguir ser director del Covent Garden - fins a 1913 - i va tornar el prestigi a la institució, creant Les Meistersinger, Salomé o Elektra (i trenta-quatre òperes només la temporada 1910), convidant els Ballets Russos (1911), o els grans directors de l'època, com Pierre Monteux, Richard Strauss o Furtwängler. El seu ajudant no és altre que Bruno Walter.
Va ser nomenat cavaller el 1916 i membre de l'Orde dels Companys d'Honor el 1957.

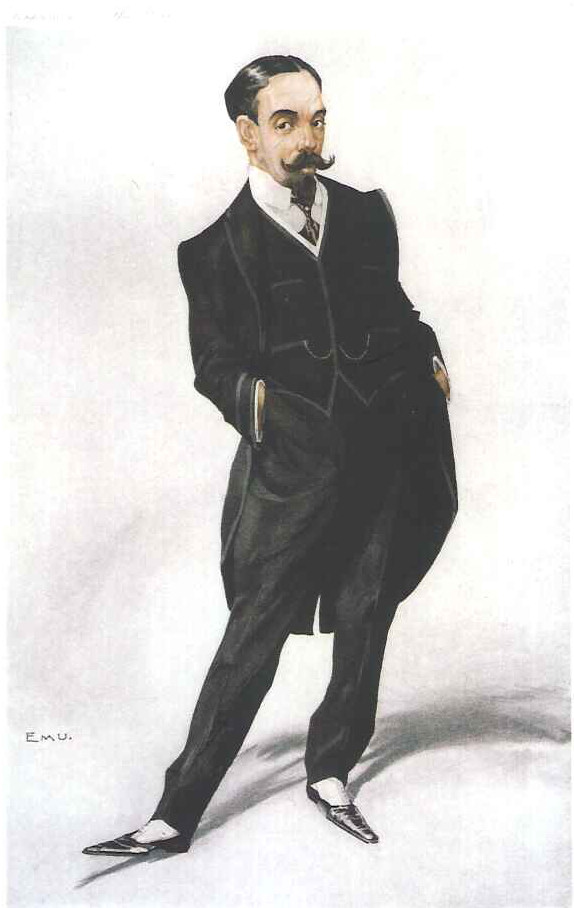
Caricatura de Sir Thomas Beecham l'any 1910.

Abans del final de la Primera Guerra Mundial, va fundar la Beecham Opera Company que va absorbir completament la seva fortuna fins que va fer fallida el 1920.
Va actuar als Estats Units el 1928 al Carnegie Hall amb l'Orquestra Filharmònica de Nova York. Hi tocà entre d'altres el Concert per a piano no 1 de Txaikovski amb el pianista Vladimir Horowitz. A partir de l'any següent, a Londres, va organitzar un festival dedicat a l'obra de Frederick Delius, al mateix temps que a fundació per a l'edició de partitures i publicacions fonogràfiques.
El 1932 va fundar l'Orquestra Filharmònica de Londres i fins al 1939 va ocupar la direcció del Covent Garden.
El 1936, va fer una gira polèmica per Alemanya, on va haver de retirar del programa, per exemple, la Simfonia escocesa de Mendelssohn, nascut jueu. Més tard, Beecham va rebutjar més invitacions per fer concerts a Alemanya. No obstant això, va gravar La flauta màgica a Berlín els anys 1937 i 1938.
Durant la Segona Guerra Mundial, va deixar el Regne Unit de 1940 a 1944 i va viatjar a Austràlia, Canadà, Seattle, on va ser director musical de 1941 a 1943, i després a Nova York. Interpreta principalment el repertori francès: Carmen, Louise (amb Grace Moore), Manon, Faust, Mignon i Les contes d'Hoffmann... i va dirigir no menys de divuit orquestres americanes durant l'època.
Després de la guerra, el 1946, es va negar a ser director assalariat de l'Orquestra Filharmònica de Londres i va fundar la Royal Philharmonic Orchestra, que va dirigir fins a 1961.
L'home tenia un sentit de l'humor llegendari, del qual en queden algunes bones frases. Hauria dit o escrit: «Els anglesos són molt aficionats a la música, els agrada molt el soroll que fa» (Pierre Assouline diu a France Culture). Segons altres fonts: «Als britànics potser no els agrada la música, però els encanta el so que fa». També: «Hi ha dues regles d'or per a una orquestra: començar junts i acabar junts; al públic no li importa què passi entre tots dos» («Hi ha dues regles d'or per a una orquestra: començar junts i acabar junts.» «Al públic no li importa gens el que passa entremig»).
Personalitat brillant i autoritzada, va ser el primer de la gran línia de directors anglesos (Boult, Barbirolli, Marriner, Davis, Gardiner, Rattle...). Avui és especialment apreciat per les seves lectures clares i dinàmiques de Wolfgang Amadeus Mozart, Joseph Haydn, Hector Berlioz i Mili Balàkirev, però també va ser un campió de la música francesa (Berlioz, Bizet...), de Jean Sibelius i d'Ethel Smyth. La seva versió reorquestrada del Messies de Georg Friedrich Händel, ara anacrònica, també testimonia el seu vigor llegendari.

## Discografia
- Prokófiev, Concert per a violí núm. 1 amb Joseph Szigeti (1935)
- Berlioz, Les Troyens op. 29, Marisa Ferrer, Cassandre/Didon, Jean Giraudeau, Aenea, Charles Gambon, Chorèbe/Narbal, BBC Theatre Chorus, Royal Philharmonic Orchestra. Primer enregistrament mundial (en públic 1947).
- Berlioz, Gran Obertura del Rei Lear, Orquestra Filharmònica Reial (1947)
- Gounod, Faust (1948)
- Berlioz, Harold a Itàlia amb William Primrose (1951)
- Berlioz, Te Deum (1953-54)
- Berlioz, obertures (1954)
- Sibelius, Simfonia núm. 7 (1954)
- Sibelius, Tapiola (1955)
- Liszt, Eine Faust-Symphony (1958)
- Berlioz, Missa per als morts (1959)
- Bizet, Carmen
- Händel, Salomó
- Händel, Concerts complets per a oboè
- Händel, Concerts complets per a orgue

## Escrits
- A Mingled Chime, autobiografia, 1944
- F. Delius, 1959